# الجهود الرامية لعزل باراك أوباما

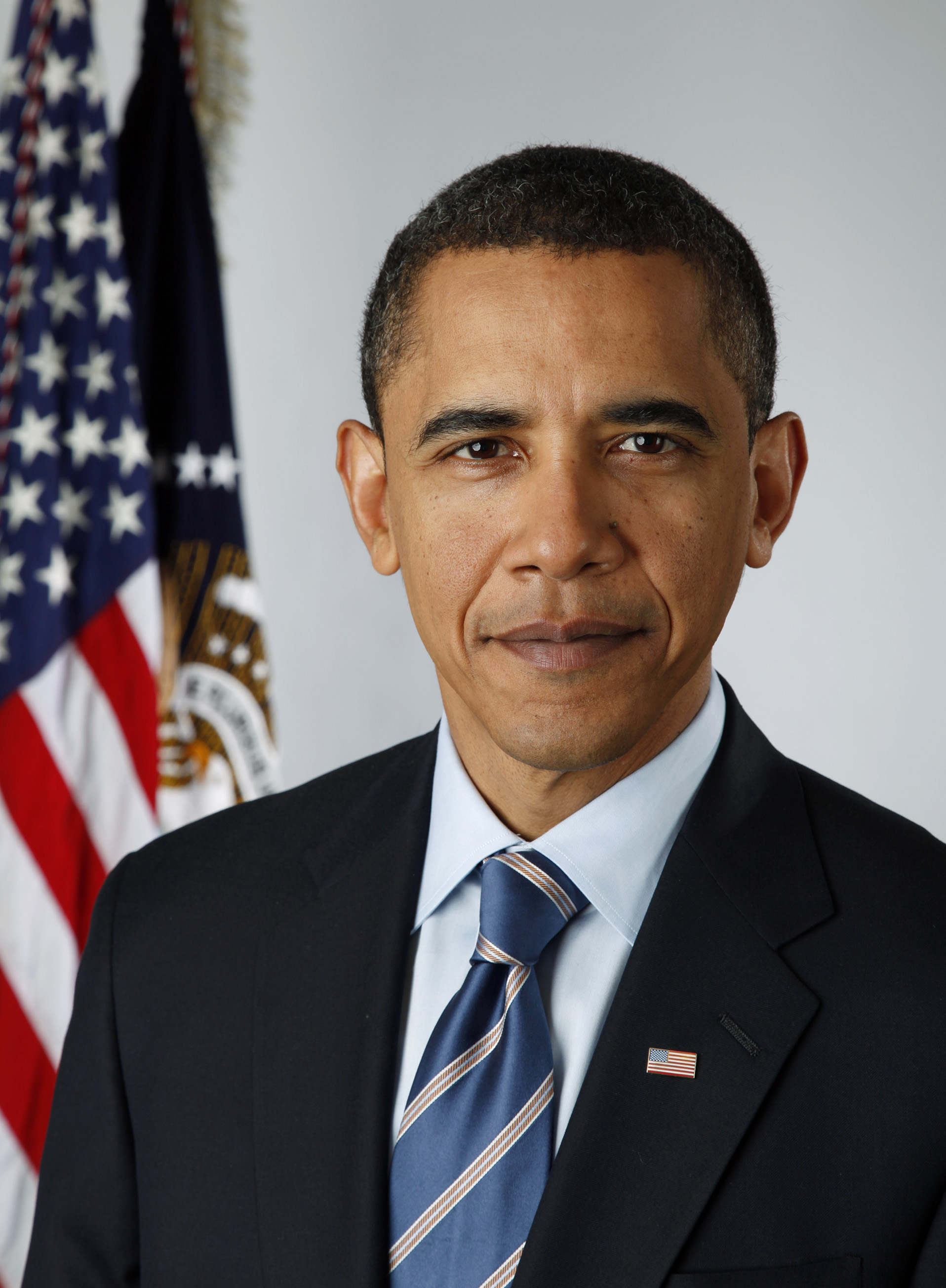
الرئيس أوباما

خلال فترة ولاية باراك أوباما كرئيس للولايات المتحدة من 2009 إلى 2017، صرح بعض الأعضاء الجمهوريين في الكونغرس وكذلك عضو الكونغرس الديمقراطي دينيس كوسينيتش، أن أوباما قد انخرط في نشاط قابل للعزل وأنه قد يواجه محاولات لإبعاده من منصبه. تضمنت الأسباب المنطقية التي تم تقديمها للعزل المحتمل أن أوباما سمح للأشخاص باستخدام الحمامات على أساس هويتهم الجنسية، وهجوم بنغازي عام 2012، وإنفاذ أوباما لقوانين الهجرة، والادعاءات الكاذبة بأنه ولد خارج الولايات المتحدة.
وقعت أقرب محاولة لعزل أوباما في 3 ديسمبر 2013 وفي هذا التاريخ، عقدت اللجنة القضائية بمجلس النواب، التي يسيطر عليها الجمهوريون، جلسة استماع بشأن عزل الرئيس من عدمه حيث كانت هناك آراء بين الجمهوريين بأن الرئيس لم يقم بواجبه، بينما أساء استخدام سلطته التنفيذية في نفس الوقت. حضر جلسة الاستماع نيكولاس كوين روزنكرانز أستاذ القانون في جامعة جورجتاون الذي شجع على العزل مدعيًا أنها كانت بمثابة فحص جيد لما اعتبره «خروجًا عن القانون التنفيذي» من قبل أوباما. لم تتقدم جهود العزل أبدًا إلى ما بعد ذلك، ويرجع ذلك أساسًا إلى المعارضة المستمرة من رئيس مجلس النواب الأمريكي جون بينر الذي اعتبر أن العزل ضارًا سياسيًا بالجمهوريين في الكونغرس، فضلًا عن الإجماع شبه الإجماعي على أن العزل الذي يؤدي إلى عزل أوباما في محاكمة مجلس الشيوخ سيجعل هذه الجهود مضيعة للوقت. في الواقع، لم يتم وضع أي قائمة بمواد العزل وعرضها على اللجنة القضائية لأوباما أو أي شخص في حكومته. كان أوباما أول رئيس منذ جيمي كارتر نجح في عدم إحالة أي بنود اتهام ضده إلى اللجنة القضائية بمجلس النواب.
وجدت استطلاعات الرأي المتعددة للرأي العام الأمريكي أن أغلبية ساحقة تقريبًا من الأمريكيين رفضت فكرة عزل أوباما، مع أن تاييد أغلبية بسيطة من الجمهوريين لمثل هذه الجهود. على سبيل المثال، وجدت سي إن إن في يوليو 2014 أن 57% من الجمهوريين يؤيدون العزل، ولكن بشكل عام، هناك 65% من البالغين الأمريكيين لم يوافقوا على العزل مع دعم 33% فقط لمثل هذه الجهود.

## دعوات الكونغرس للعزل
في أكتوبر 2010، قبل الانتخابات التي فاز فيها الجمهوريون بالسيطرة على مجلس النواب الأمريكي، نشر جوناثان شيت مقالًا في ذا نيو ريببلك بعنوان "Scandal TBD" حيث توقع أن الجمهوريون حال سيطرتهم على مجلس النواب، وإعادة انتخاب باراك أوباما في عام 2012، فإنهم سيعزلون أوباما مستخدمين أي سبب ممكن كذريعة.

### جو سيستاك
في مايو 2010، صرح الجمهوري دارل عيسى من كاليفورنيا أن الادعاء بأن البيت الأبيض عرض على ممثل بنسلفانيا جو سيستاك وظيفة لإقناع سيستاك بالانسحاب من الانتخابات التمهيدية لمجلس الشيوخ في بنسلفانيا ضد ارلين سبكتر «هو ادعاء أن كل فرد من آرلن سبيكتور [كذا] إلى ديك موريس الذي قال إنها في الحقيقة جريمة، ويمكن عزلها». ومع احتمال أن يصبح رئيسًا للجنة مجلس النواب للإشراف والإصلاح الحكومي في يناير 2011، فقد قال عيسى في أكتوبر 2010 إن اللجنة لن تسعى إلى عزل أوباما.

### منع أوباما من «تنفيذ أجندته»
في أغسطس 2011، اتفق عضو الكونجرس الجمهوري ميخائيل ك. بورغس من تكساس مع عضو من جمهور الحشد على أن عزل أوباما «يجب أن يحدث» من أجل منع أوباما من «دفع أجندته». ولم يذكر بورغس أي أسباب لعزله.

### سياسة الهجرة لإدارة أوباما
في يونيو 2012، ذكر السناتور جون كيل العزل عند مناقشة سياسة إدارة أوباما بشأن الهجرة. قال في برنامج بيل بينيت الإذاعي، «إذا كان سيئًا بما فيه الكفاية وإذا كان هناك خدع [متورطون] فيه، فبالطبع فإن العزل هو احتمال. لكنني لا أعتقد في هذه المرحلة أن أي شخص يتحدث عن ذلك».
في أغسطس 2013، رد السناتور الجمهوري توم كوبيرن من أوكلاهوما على أحد المستجوبين في اجتماع مجلس المدينة الذي أكد أن أوباما كان يفشل في الاضطلاع بمسؤولياته الدستورية بقوله "عليك أن تضع المعايير التي من شأنها أن تكون مؤهلة لإجراءات ضد الرئيس... وهذا ما يسمى العزل". أضاف كوبيرن: "ليس لدي الخلفية القانونية لأعرف ما إذا كان ذلك يرقى إلى مستوى الجرائم والجنح الكبيرة، لكنني أعتقد أنك تقترب بشكل خطير". لم يحدد كوبيرن الأسباب التي شعر أنها ستدعم العزل، لكن إن بي سي نيوز أشارت إلى أن كوبيرن "ذكر أنه يعتقد أن مسؤولي وزارة الأمن الداخلي قد أخبروا موظفي دائرة خدمات المواطنة والهجرة الأمريكية المهنيين بـ"تجاهل عمليات التحقق من خلفية المهاجرين". لم يذكر كوبيرن أي دليل يثبت اعتقاده.

### استخدام الطائرات بدون طيار
في مارس 2012، قدم النائب الجمهوري والتر بي جونز H. Con. Res. 107، مطالبًا الكونغرس بعصدار بيان بشأن أن بعض تصرفات أوباما تعتبر جرائم تستوجب العزل، بما في ذلك برنامج الطائرات بدون طيار لوكالة المخابرات المركزية في أفغانستان وباكستان. تجمد القرار في اللجنة القضائية بمجلس النواب.

### تدخل ليبيا
في مارس 2011، دعا النائب الديمقراطي في مجلس النواب دينيس كوسينيتش إلى عزل أوباما بعد أن سمح أوباما بشن ضربات جوية ضد ليبيا خلال الحرب الأهلية الليبية.

### هجوم بنغازي
في مايو 2013، صرح السناتور الجمهوري جيمس إنهوف من أوكلاهوما أنه يمكن عزل أوباما بشأن ما زعم أنه تغطية من البيت الأبيض بعد الهجوم المميت على منشأتين حكوميتين للولايات المتحدة في بنغازي في ليبيا في 11 سبتمبر 2012. قال إنهوف إنه «من بين جميع عمليات التستر الكبرى في التاريخ - أوراق البنتاغون، وإيران - كونترا، ووترغيت، وكل ما تبقى منهم - هذا ... سيكون هذا التستر الأكثر فظاعةً في التاريخ الأمريكي». كما ذكر عضو الكونغرس الجمهوري جايسون شافيتز من يوتا في مقابلة أن العزل كان «ضمن نطاق الاحتمالات» فيما يتعلق بهجوم 11 سبتمبر 2012 في بنغازي، موضحًا لاحقًا أن «هذا ليس شيئًا أسعى إليه» وأنه «غير مستعد لسحب ذلك من على الطاولة. لكن هذا بالتأكيد ليس ما نسعى إليه». دعت مقدمة برنامج فوكس نيوز جانين بيرو إلى عزل أوباما بشأن بنغازي.

### قانون الرعاية بأسعار معقولة
في عام 2013، رد السناتور تيد كروز على سؤال «لماذا لا نعزل [أوباما]؟» بـ«سؤال جيد... وسأخبرك بأبسط إجابة: لكي تنجح في عزل رئيس، تحتاج إلى الأصوات في مجلس الشيوخ الأمريكي». وفي ذلك العام، عندما سُئل عما إذا كان أوباما قد ارتكب جرائم تستوجب العزل فيما يتعلق بالهجرة والرعاية الصحية، قال كروز إن تطبيق قانون الرعاية الميسرة كان «غير قانوني»، وقال عن العزل: «هذا سؤال لمجلس النواب في النهاية... ستكون مسؤوليتي هي إصدار الحكم».

### بيرثيرم
في اجتماع عام 2013 مع الناخبين، بعد عامين من إصدار أوباما شهادة ميلاده الطويلة للجمهور، قال عضو الكونجرس بليك فارينثولد إنه يجب عزل أوباما بسبب نظريات المؤامرة حول أوباما. قال فارينثولد إنه يعتقد أن «المنزل قد خرج بالفعل من الحظيرة بشأن هذا الأمر، بشأن إصدار شهادة الميلاد بالكامل».

### جدل استهداف مصلحة الضرائب
في 19 أغسطس 2013، قال عضو الكونغرس الجمهوري كيري بنتيفوليو أنه إذا كان يمكن إرسال مواد الاتهام، فإنه «سيكون حلم قد تحقق». وللمساعدة في تحقيق هذا الهدف، احتفظ بالخبراء والمؤرخين. خلال نفس المقابلة، وصف بنتيفوليو الصحافة بأنها «الأكثر فسادًا الشيء في واشنطن» وقال إنه كان يبحث عن ربط البيت الأبيض إلى جدل استهداف مصلحة الضرائب «كدليل على العزل».

### أزمة سقف الديون
خلال أزمة سقف الديون في عام 2013، والتي كانت نتيجة لرفض الجمهوريين رفع سقف الديون ما لم يوافق أوباما على إلغاء تمويل قانون الرعاية الميسرة، قال النائب في مجلس النواب لوي غومرت إنها ستكون «جريمة تستوجب العزل» من الولايات المتحدة نتيجة للأزمة.

### «واجب الرئيس الدستوري في تنفيذ القوانين بأمانة»
في 3 ديسمبر 2013، عقدت اللجنة القضائية في مجلس النواب جلسة استماع رسميًا بعنوان «واجب الرئيس الدستوري في تنفيذ القوانين بإخلاص»، والتي اعتبرها بعض المشاركين والمراقبين محاولة لبدء إجراءات العزل. ولدى سؤاله عما إذا كانت الجلسة تتعلق بالعزل، أجاب رئيس اللجنة بأنها لم تكن كذلك، مضيفًا: «لم أذكر الاتهام ولا أي من الشهود ردًا على أسئلتي في جلسة اللجنة القضائية». ومع ذلك، على عكس ادعاءاته، ذكر أحد الشهود العزل بشكل صارخ إلى حد ما. قال نيكولاس كوين روزنكرانز، أستاذ القانون الحزبي بجامعة جورجتاون، «إن التحقق من خروج السلطة التنفيذية هو عزل» حيث اتهم أوباما «بالمطالبة بحق الملك في الوقوف فوق القانون بشكل أساسي».

### مبادلة الأسرى
صوت مؤتمر حزب الجمهوري بساوث داكوتا في قرار نتيجته 196-176 للدعوة إلى عزل أوباما بناءً على تحركه للإفراج عن خمسة معتقلين من خليج غوانتانامو من أجل تحرير بو بيرغدال من آسريه من طالبان. أعرب عضو الكونغرس ألان ويست عن وجهة نظر مفادها أن تبادل الأسرى الذي أدى إلى إطلاق سراح بو بيرغدال كان سببًا لعزله. انتقد جون دين، مستشار البيت الأبيض السابق لريتشارد نيكسون، حركة عزل أوباما ووصفها بأنها «جنون»، مجادلًا بأن مطالب الجمهوريين بالعزل تستند إلى خلافات سياسية وليست جرائم فعلية تستوجب العزل. وقال: «يبدو أن الحزبيين الذين يروجون للعزل ويدفعون به كحل سياسي للخروج من السلطة ينسون أن ما يحدث يدور في النهاية. هؤلاء الناس ليسوا محافظين، الذين يسعون بحكم تعريفهم لحماية النظام؛ بل إنهم متطرفون يتلاعبون بنظامنا الدستوري».

### توجيه الحمام للمتحولين جنسيا
في مايو 2016، قدم المجلس التشريعي في أوكلاهوما إجراءً يطلب من ممثلي أوكلاهوما في مجلس النواب توجيه الاتهام إلى أوباما، والمدعي العام الأمريكي، ووزير التعليم الأمريكي وأي مسؤول إداري آخر مشارك في قرار السماح للطلاب المتحولين جنسيًا باستخدام الحمامات تتوافق مع هويتهم الجنسية، زاعمًا أن هؤلاء المسؤولين الفدراليين قد تجاوزوا سلطتهم الدستورية من خلال إصدار توجيه للمدارس الحكومية. كما يدين القرار نفسه «أفعال قسم الحقوق المدنية بوزارة العدل الأمريكية ومكتب الحقوق المدنية بوزارة التعليم الأمريكية... باعتبارها تتعارض مع قيم مواطني أوكلاهوما».

## معارضة الكونغرس للعزل
رفض عدد من الجمهوريين البارزين الدعوات إلى العزل، بما في ذلك الناطق باسم مجلس النواب الأمريكي جون بينر والسناتور جون ماكين. قال ماكين إن عزل الرئيس سيصرف الانتباه عن انتخابات 2014، وإنه «إذا استعدنا السيطرة على مجلس الشيوخ في الولايات المتحدة، فيمكننا أن نكون أكثر فاعلية بكثير من محاولة عزل الرئيس، الذي ليس لديه فرصة للنجاح». قال النائب بليك فارينتولد إن العزل سيكون «ممارسة غير مجدية».

## النقاش العام حول مطالب العزل
من حيث الخلفية، عارض الرأي العام الأمريكي على نطاق واسع الجهود المبذولة لعزل الرئيسين السابقين بيل كلينتون وجورج دبليو بوش. صرح مدير استطلاع سي إن إن كيتنغ هولاند أن منظمتهم وجدت أن 69% عارضوا عزل الرئيس بوش في عام 2006.
وفقًا لاستطلاع يوجوف في يوليو 2014، يعتقد 35% من الأمريكيين أنه يجب عزل الرئيس أوباما، بما في ذلك 68% من الجمهوريين. في وقت لاحق من ذلك الشهر، وجد استطلاع سي إن أن حوالي ثلثي الأمريكيين البالغين لا يوافقون على جهود العزل. أظهرت البيانات انقسامات حزبية شديدة، حيث أيد 57% من الجمهوريين الجهود مقابل 35% فقط من المستقلين و13% من الديمقراطيين.
في 8 يوليو 2014، دعت حاكمة ألاسكا السابقة والمرشحة الجمهورية لمنصب نائب الرئيس لعام 2008 سارة بالين علنًا إلى عزل أوباما بسبب «التقصير المتعمد في أداء الواجب». وقالت في بيان كامل: «حان وقت العزل؛ باسم العمال الأمريكيين والمهاجرين الشرعيين من جميع الخلفيات، يجب أن نعارض بشدة أي سياسي من اليسار أو اليمين يتردد في التصويت على بنود العزل».
كتب أندرو مكارثي من مجلة National Review كتابًا بعنوان «إعدام غير مؤمن: بناء الحالة السياسية لعزل أوباما»، والذي جادل فيه بأن التهديد بالعزل كان طريقة جيدة للحد من الإجراءات التنفيذية لأوباما (أشار مكارثي إلى تصرفات أوباما على أنها «الصورة الذاتية الديكتاتورية المعيارية»).
في عام 2018، قال مقدم البرامج الحوارية الإذاعية المحافظة لاري إلدر إنه كان يجب عزل أوباما عن سحب القوات العسكرية الأمريكية من العراق في عام 2011 بموجب ما وصفه إلدر بأنه «المعيار الجديد لعزل ترامب في عهد ترامب».

## روابط خارجية
- تعرف على حشد العزل: 6 جمهوريين يريدون خروج أوباما، قائمة بستة جمهوريين عبروا عن آرائهم بشأن عزل أوباما.
- فضائح مصلحة الضرائب الأمريكية وبنغازي تمنح بيرثر المناهض للمهاجرين عزل أوباما لمجموعات أوباما، تقرير أخبار الولايات المتحدة والعالم (13 مايو 2013)، مقالة تشير إلى لجان العمل السياسي التي سعت إلى عزل باراك أوباما